# Neben der Spur – Schließe deine Augen
Neben der Spur – Schließe deine Augen ist ein deutscher Psychothriller von Josef Rusnak aus dem Jahr 2021 und der siebte Teil der ZDF-Kriminalfilmreihe Neben der Spur. Der Film basiert auf dem Roman Der Schlafmacher (Originaltitel: Close your Eyes) des australischen Bestsellerautors Michael Robotham und wurde am 25. Januar 2021 als Fernsehfilm der Woche erstmals im deutschen Fernsehen ausgestrahlt.

## Handlung
Nach einer Vorlesung vor Studenten wird der Psychiater Joe Jessen von Kommissar Vincent Ruiz aufgesucht, der ihn zur Aufklärung eines Doppelmordes in Husum um Hilfe bittet. Jessen lehnt zunächst ab, weil er sich  infolge seiner fortschreitenden Parkinson-Erkrankung von seiner Beratertätigkeit für die Hamburger Polizei zurückziehen möchte. Er überlegt es sich dann aber doch, weil ihn dieser Fall an die Nordsee führt und er so das Angenehme mit dem Nützlichen verbinden kann. Seine Frau Nora hat ihn nämlich zum ersten Mal nach Jahren der Trennung gebeten, zusammen mit ihr und der gemeinsamen Tochter Lotte in ihrem Ferienhaus in Nordstrand 14 Tage Urlaub zu machen. Joe solle mit Lotte vorfahren, sie selbst habe noch einen wichtigen Termin und würde in ein oder zwei Tagen nachkommem. Joe freut sich und ist einverstanden. 
Auf dem Weg macht Jessen in Husum Halt und trifft dort die  Kommissarin Anna Bartholomé. Die hatte viele Jahre lang in Hamburg mit Ruiz zusammengearbeitet und sich, nachdem sie bei einem Einsatz beinahe ums Leben gekommen wäre, vor einiger Zeit an die vermeintlich ruhigere Nordsee versetzen lassen. Jetzt kommt sie nicht weiter mit dem Mordfall und wünscht sich Jessens Hilfe. Sie zeigt ihm das Haus, in dem Hanna Raab und ihre 16-jährige Tochter brutal ermordet wurden.  
Jessen zweifelt immer noch daran, dass er in diesem Fall helfen kann. 
Bartholomé informiert ihn über mehrere Angriffe auf Frauen, bei denen der Täter die Opfer gewürgt und auf der Stirn stigmatisiert hatte. Jessen glaubt an einen Zusammenhang mit dem Doppelmord. 
Bei der Befragung der Opfer dieser Übergriffe gewinnt Jessen den Eindruck, dass es sich bei dem Täter um einen selbsternannten „Hüter von Sitte und Anstand“ handelt. Das passt für ihn allerdings nicht zu dem Doppelmord: hier sieht er das Motiv in einer wesentlich persönlicheren Konstellation.
Tatverdächtige bei dem Doppelmord sind laut der Kommissarin sowohl der Exmann Dominik Raab als auch der Nachbar Tommi Gärtner. Gärtner hatte die Opfer gefunden. Er benimmt sich psychisch etwas seltsam, aber Jessen hält ihn für nicht intelligent genug, solch einen Mord zu planen. Für Raab als Täter spricht sein Hang zur Gewalttätigkeit, unter der seine Frau während ihrer Ehe arg zu leiden hatte, zudem hatte ihn die Scheidung ruiniert. Zugleich aber seine geliebte Tochter ebenfalls umzubringen, erscheint dem Psychiater nicht logisch. 
Als Jessens Frau Nora in Nordstrand eintrifft, nennt sie ihm den wahren Grund für ihre Verspätung: sie hatte einen Arzttermin, bei ihr wurde Krebs diagnostiziert, und sie muss operiert werden. Jessen ist bestürzt, will die Arbeit an dem Fall sofort beenden und sich nur noch seiner Familie widmen. Doch ein erneuter Mord bringt ihn dazu, sich weiter mit dem Täter zu befassen. 
Jessen ist mittlerweile davon überzeugt, dass der Doppelmord der Vertuschung dienen sollte. Er vermutet, dass der Täter bei seinen Übergriffen auf die Frauen von der Raab-Tochter gesehen wurde. Diese Frauen hatten der Meinung des Täters nach Ehebruch begangen und mussten deshalb bestraft werden. Als er die Augenzeugin zum Schweigen brachte, kam ihm deren Mutter in die Quere, sodass er auch sie umbrachte. 
Um den Mörder aus der Reserve zu locken, greift Jessen zu einem gefährlichen Mittel: er provoziert den Täter ganz bewusst. Während einer Pressekonferenz der Polizei, die im Fernsehen übertragen wird, spricht er den Täter direkt an: „Warum kommen Sie auf die Idee, dass Sie mir Furcht einjagen könnten? Dieses ganze Getue, mit dem Sie Ihre Verbrechen moralisch rechtfertigen wollen, ist nichts anderes als ein weiterer Schritt auf Ihrem miserablen Lebensweg.“
Jessen ist überzeugt, dass der Täter die Konferenz im TV verfolgt. So ist es dann auch. 
Wenig später lauert der Täter Jessen im Parkhaus auf, schlägt ihn nieder und flüchtet in dessen Auto. Kommissar Ruiz macht Jessen Vorwürfe, dass er mit seiner Provokation sehr leichtsinnig gehandelt und sich in Gefahr gebracht habe. Jessen wundert sich nur, dass der Mann ihn nicht umgebracht hat und ist im Alarmzustand, weil er seine Frau telefonisch nicht erreichen kann. Im Ferienhaus ist sie auch nicht. 
Anna Bartholomé hat inzwischen aufgrund des Täterprofils Frank Klein als Täter identifiziert, der in der Rezeption eines kleinen Hotels arbeitet. Dort bekommt er Tag für Tag mit, dass Frauen sich mit Männern treffen und dabei häufig ihre Ehepartner betrügen. Als "Hüter von Sitte und Anstand" kann er das natürlich nicht durchgehen lassen. 
Währenddessen entführt Frank Klein mit Jessens Auto die Frau von Jessen. Er hat im Sinn, den zu bestrafen, der ihn so bloßgestellt hat. Er sperrt Nora gefesselt in den Kofferraum des Autos, übergießt es von außen mit Benzin und zündet es an. Das Feuer erlischt aber bald. Dann schüttet er Benzin auch über die Polster. 
Während die Polizei das Hotel nach dem Rezeptionisten durchsucht, sieht Jessen ein Feuer am Strand. Beunruhigt  läuft er zu Fuß dorthin. Unter Aufbietung aller seiner sonst so schwindenden Kräfte kann er Frank Klein im Zweikampf niederschlagen. Er befreit seine Frau und führt sie zum Hotel zurück. 
Klein ist inzwischen wieder zu sich gekommen, setzt sich in das benzingetränkte Auto und zündet es an. So richtet er sich selbst. 
In der Schlussszene sitzt Jessen entspannt neben seiner Frau im Strandkorb, sie philosophieren über das Leben. Als er aufsteht und weggeht und noch einmal zurückblickt, ist der Strandkorb leer. Also nur ein (Wunsch-)Traum?

## Produktion
Die Dreharbeiten zu Neben der Spur – Schließe deine Augen fanden im Zeitraum vom 11. Februar bis zum 12. März 2020 unter dem Arbeitstitel Der Schlafmacher in Husum, St. Peter-Ording und Hamburg statt.

## Rezeption

### Einschaltquoten
Die Erstausstrahlung von Neben der Spur – Schließe deine Augen am 25. Januar 2021 wurde in Deutschland von 8,07 Millionen Zuschauern gesehen und erreichte einen Marktanteil von 24,1 % für das ZDF.

### Kritik
Rainer Tittelbach von tittelbach.tv meinte: „Die Geschichte von ‚Schließe deine Augen‘ gehört zu den schwächeren dieser immer sehenswerten ZDF-Reihe, und auch dramaturgisch und filmisch ist diese Episode von Josef Rusnak wenig raffiniert gestaltet. Starke Szenen gibt es aber auch hier: dank Noethen!“
Die Kritiker der Fernsehzeitschrift TV Spielfilm kamen zu dem Urteil: „Der siebte Film nach einem Roman von Michael Robotham ist gewohnt düster, packend und mit einer guten Portion Dramatik inszeniert. Jessens Lieblingskommissar Ruiz tritt dieses Mal in den Hintergrund, doch ein paar knackige Dialoge bleiben etwa wenn Ruiz mahnt, Jessen riskiere sein eigenes Leben, und der Psychiater entgegnet: ‚Der Einsatz ist überschaubar.‘“
Oliver Jungen von der FAZ urteilte: In dieser „Neben der Spur“-Episode „sticht die philosophisch-tragische Grundierung besonders hervor.“ „Nur bleibt die seit Beginn der Reihe problematische Diskrepanz zwischen einer anregend ausagierten Rahmung und den banalen Krimihandlungen bestehen. Der Binnenplot nimmt einige der Grundmotive auf – gescheiterte Beziehungen, neue Aufbrüche, Demütigungen –, aber es wirkt fast schon billig, wie er mit Genreelementen jongliert und auf Sensationen schielt.“ „Die wahren Höhepunkte dieser inhaltsschwachen Episode haben mit den inneren Angelegenheiten der still leidenden, in der Weite aufblühenden Familie Jessen zu tun.“
Für Evangelisch.de wertete Tilmann P. Gangloff: „Schließe deine Augen“ ist „durchaus [ein] sehenswerter, im Rahmen von ‚Neben der Spur‘ aber eher unterdurchschnittlicher Krimi, dem unter anderem die für die Reihe so wichtige innere Spannung völlig abgeht.“ „Weil auch die Bildgestaltung nicht so hochwertig wie in den früheren Filmen ist, kann selbst die gute Musik (Christoph Zirngibel) nicht verhindern, dass ‚Schließe deine Augen‘ insgesamt eine Nummer kleiner wirkt als der Rest der Reihe.“